# ME (이오현의 음반)
《ME》는 2019년 8월 30일에 예약 판매되고 9월 30일에 공식적으로 발표 된 중국의 가수 이오현의 첫 솔로 피아노 앨범 익스텐디드 플레이이다..
피아노 E익스텐디드 플레이는 "ME"의 이름을 따서 명명되었으며, 모든 사람이 가장 확실한 것으로 돌아가 첫 번째 사람의 관점에서 자신의 마음을 탐구하기를 바라는 마음에서 지어졌다. EP에 포함된 모든 음악의 창작은 이오현이 과거에 경험했던 것들의 정신에서 비롯된다.
이오현은 2017년부터 2년 간 심리학에 관심을 가졌다. 심리학자들의 책을 통해 그는 내면의 세계를 파고 들어가기 시작했다.. 그 과정에서 이오현은 자신이 완벽을 추구하는 데 익숙하다는 사실을 알게 되었지만 자신을 사랑하는 법을 잊어버렸다.. 이오현 자신은 이런 발굴 과정을 통해 《ME》라는 주제를 연관 짓고 있다.. 많은 사랑과 공감, 무언가를 하기로 한 결정, 자신을 비판하지 않고 다른 사람을 비판하지 않기로 결정했다. 익스텐디드 플레이 탄생은 이오현이 끊임없이 자신을 탐구하고 인정하는 과정이다..

## 트랙 리스트
| 1/1 | Heartbroken            | 3분 50초 |
| 2/2 | Letter                 | 5분 2초  |
| 3/3 | Continue               | 3분 23초 |
| 4/4 | Blooming like a flower | 2분 40초 |
| 5/5 | Are you still there?   | 3분 17초 |